# Zucaina

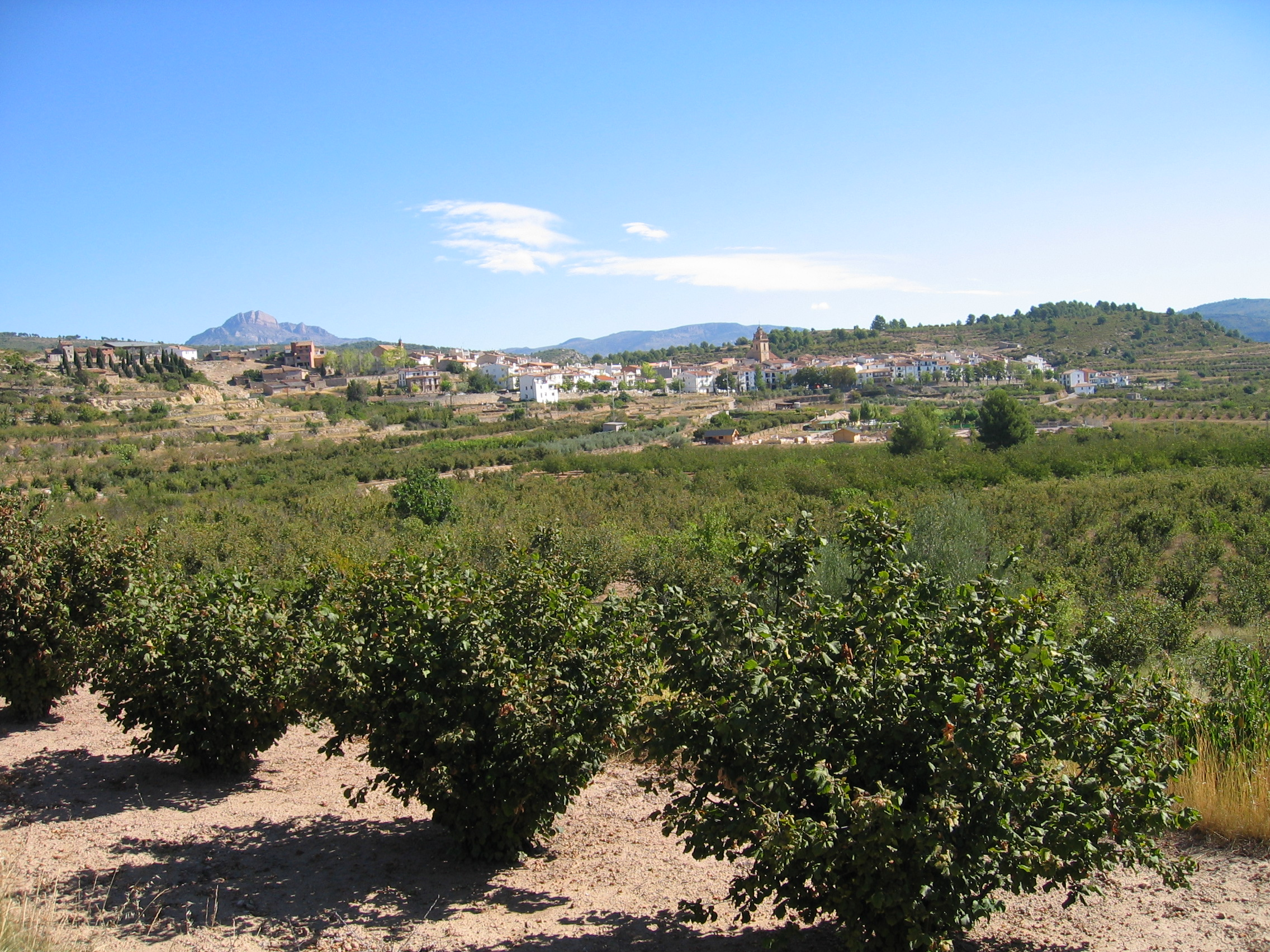
Cảnh quan Zucaina desde La Santanica.

Zucaina là một đô thị trong tỉnh Castellón, Cộng đồng Valencia, Tây Ban Nha. Đô thị Zucaina có diện tích 51,6 km², dân số theo điều tra năm 2010 của Viện thống kê quốc gia Tây Ban Nha là 186 người. Đô thị Zucaina nằm ở khu vực có độ cao 810 mét trên mực nước biển.